# Mellisuga minima
Mellisuga minima е вид птица от семейство Колиброви (Trochilidae).

## Разпространение
Видът е разпространен в Доминиканската република, Кайманови острови, Пуерто Рико, Хаити и Ямайка.

## Галерия
- Ухажване, Ямайка
- В гнездото
- Хранене, Ямайка